# Медаль Румфорда
Медаль Ру́мфорда (англ. Rumford Medal) — ежегодная награда, присуждаемая Лондонским королевским обществом за выдающиеся исследования в области физики. Учреждена в 1796 году на основе пожертвования размером в 5000 долларов США от англо-американского учёного, изобретателя, государственного и общественного деятеля Бенджамина Томпсона, более известного как граф Румфорд (он же стал первым лауреатом награды).
Медаль из позолоченного серебра сопровождается денежной премией размером в 2000 фунтов стерлингов. На аверсе медали изображён профиль графа Румфорда, окружённый латинской надписью «BENIAMIN AB RVMFORD S · ROM · IMP · COMES INSTITVIT MDCCXCVI» («Учредил Бенджамин из Румфорда, граф Священной Римской империи. 1796»), на реверсе — венок из дубовых и лавровых листьев, обрамляющий латинскую надпись «OPTIME IN LVCIS CALORISQVE NATVRA EXQVIRENDA MERENTI ADIVDICAT SOC:REG:LOND:» («Наилучшему в изучении природы света и тепла по заслугам присуждает Лондонское королевское общество»). Кандидаты на получение медали отбираются Советом королевского общества (англ. Council of the Royal Society) по рекомендации Комитета по наградам за физические науки (англ. Physical Sciences Awards Committee).
Награда присуждалась гражданам Великобритании 64 раза, Франции — 13 раз, Германии — 8 раз, Нидерландов — 7 раз, США и Швеции — по 4 раза, Италии — 2 раза, Австралии, Бельгии, Венгрии, Люксембурга, Мексики и Новой Зеландии — по одному разу. Последний по времени лауреат медали — британский физик Тони Белл, награждённый в 2024 году «за основополагающий вклад в разработку теории ускорения и происхождения космических лучей».
|  |  |

## Лауреаты
| Год  | Имя                                           | Страна                    | Формулировка | Оригинальная формулировка (англ. ) | #      |
| ---- | --------------------------------------------- | ------------------------- | --- | --- | ------ |
| 1800 | Румфорд, Бенджамин Томпсон                    | Великобритания            | За разнообразные открытия, относящиеся к теплу и свету | For his various discoveries respecting Heat and Light | [ 6 ]  |
| 1802 | не присуждалась                               | —                         | — | — | [ 2 ]  |
| 1804 | Лесли, Джон                                   | Великобритания            | За «Эксперименты над теплом», опубликованные в составе работы, озаглавленной «Экспериментальное изучение природы и распространения тепла» | For his Experiments on Heat, published in his work, entitled, An Experimental Enquiry into the Nature and Propagation of Heat | [ 2 ]  |
| 1806 | не присуждалась                               | —                         | — | — | [ 2 ]  |
| 1808 | Мёрдок, Уильям                                | Великобритания            | За публикацию об использовании каменноугольного газа для целей освещения | For his publication of the employment of Gas from Coal, for the purpose of illumination | [ 7 ]  |
| 1810 | Малюс, Этьенн Луи                             | Франция                   | За открытие некоторых новых свойств отражённого света, опубликованное во втором томе «Мемуаров Аркёя» | For the discovery of certain new properties of Reflected Light, published in the second volume of the Memoires d’Arcueil | [ 8 ]  |
| 1812 | не присуждалась                               | —                         | — | — | [ 2 ]  |
| 1814 | Уэллс, Уильям Чарльз                          | Великобритания            | За «Сочинение о росе», опубликованный в течение предшествующего (1813) года | For his Essay on Dew, published in the course of the preceding (1813) year | [ 9 ]  |
| 1816 | Дэви, Гемфри                                  | Великобритания            | За исследования горения и пламени, опубликованные в последнем томе «Философских трудов» | For his Papers on Combustion and Flame, published in the last volume of the Philosophical Transactions | [ 10 ] |
| 1818 | Брюстер, Дейвид                               | Великобритания            | За открытия, связанные с поляризацией света | For his Discoveries relating to the Polarization of Light | [ 11 ] |
| 1820 | не присуждалась                               | —                         | — | — | [ 2 ]  |
| 1822 | не присуждалась                               | —                         | — | — | [ 2 ]  |
| 1824 | Френель, Огюстен Жан                          | Франция                   | За развитие волновой теории применительно к явлениям поляризованного света, а также за ряд важных открытий в физической оптике | For his Development of the Undulatory Theory as applied to the Phenomena of Polarized Light, and for his various important discoveries in Physical Optics | [ 12 ] |
| 1826 | не присуждалась                               | —                         | — | — | [ 2 ]  |
| 1828 | не присуждалась                               | —                         | — | — | [ 2 ]  |
| 1830 | не присуждалась                               | —                         | — | — | [ 2 ]  |
| 1832 | Даниель, Джон Фредерик                        | Великобритания            | За исследование, озаглавленное «Дальнейшие эксперименты с новым счётчиком-пирометром»; за измерение расширения твёрдых веществ, опубликованное в «Философских трудах» за 1831 год | For his Paper, entitled, Further Experiments with a new Register Pyrometer, for measuring the expansion of Solids, published in the Philosophical Transactions for 1831 | [ 13 ] |
| 1834 | Меллони, Мачедонио                            | Италия                    | За открытия, относящиеся к тепловому излучению | For his discoveries relevant to radiant heat | [ 14 ] |
| 1836 | не присуждалась                               | —                         | — | — | [ 2 ]  |
| 1838 | Форбс, Джеймс Дэвид                           | Великобритания            | За эксперименты в области поляризации тепла, отчёт о которых был опубликован «Трудах Королевского общества Эдинбурга» | For his experiments on the polarization of heat, of which an account was published in the Transactions of the Royal Society of Edinburgh | [ 15 ] |
| 1840 | Био, Жан-Батист                               | Франция                   | За исследования круговой поляризации света и связанных с ней явлений | For his researches in, and connected with, the circular polarization of light | [ 16 ] |
| 1842 | Тальбот, Уильям Генри Фокс                    | Великобритания            | За открытия и усовершенствования в фотографии | For his discoveries and improvements in photography | [ 17 ] |
| 1844 | не присуждалась                               | —                         | — | — | [ 2 ]  |
| 1846 | Фарадей, Майкл                                | Великобритания            | За открытие оптических явлений, вызываемых воздействием магнитов и электрических токов в определённых прозрачных средах, подробный отчёт о которых был опубликован в девятнадцатой серии его экспериментальных исследований в области электричества, помещённой в «Философские труды» за 1845 год и в «Философский журнал» | For his discovery of the optical phenomena developed by the action of magnets and electric currents in certain transparent media, the details of which are published in the nineteenth series of his experimental researches in electricity, inserted in the Philosophical Transactions for 1845 and in the Philosophical Magazine | [ 18 ] |
| 1848 | Реньо, Анри Виктор                            | Франция                   | За эксперименты по установлению законов и числовых данных, входящих в расчёты паровых машин | For his experiments to determine the laws and the numerical data which enter into the calculation of steam engines | [ 19 ] |
| 1850 | Араго, Франсуа Жан Доминик                    | Франция                   | За экспериментальные исследования поляризованного света, заключительные мемуары о которых присылались в парижскую Академию наук в течение последних двух лет | For his experimental investigations on polarized light, the concluding memoirs on which were communicated to the Academy of Sciences of Paris during the last two years | [ 2 ]  |
| 1852 | Стокс, Джордж Габриель                        | Великобритания            | За открытие изменений в преломляемости света | For his discovery of the change in the refrangibility of light | [ 2 ]  |
| 1854 | Арнотт, Нил                                   | Великобритания            | За недавнее успешное создание бездымной колосниковой решётки и другие ценные разработки в использовании тепла для обогрева и вентиляции помещений | For the successful construction of the smokeless fire grate lately introduced by him, and for other valuable improvements in the application of heat to the warming and ventilation of apartments | [ 2 ]  |
| 1856 | Пастер, Луи                                   | Франция                   | За открытие природы виноградной кислоты и её поведения при поляризации света, а также исследования, к которым его привело это открытие | For his discovery of the nature of racemic acid and its relations to polarized light, and for the researches to which he was led by that discovery | [ 2 ]  |
| 1858 | Жамен, Жюль                                   | Франция                   | За разнообразные экспериментальные исследования света | For his various experimental researches on light | [ 2 ]  |
| 1860 | Максвелл, Джеймс Клерк                        | Великобритания            | За исследования состава цветов и другие труды по оптике | For his researches on the composition of colours, and other optical papers | [ 2 ]  |
| 1862 | Кирхгоф, Густав                               | Пруссия                   | За исследования фиксированных линий солнечного спектра, а также инверсии ярких линий в спектрах искусственного света | For his researches on the fixed lines of the solar spectrum, and on the inversion of the bright lines in the spectra of artificial light | [ 2 ]  |
| 1864 | Тиндаль, Джон                                 | Великобритания            | За исследования в области поглощения и излучения тепла газами и парами | For his researches on the absorption and radiation of heat by gases and vapours | [ 2 ]  |
| 1866 | Физо, Арман Ипполит Луи                       | Франция                   | За оптические исследования, в особенности за изучение эффекта воздействия тепла на преломляющую силу прозрачных тел | For his optical researches, & especially for his investigations into the effect of heat on the refractive power of transparent bodies | [ 2 ]  |
| 1868 | Стюарт, Бальфур                               | Великобритания            | За исследования количественного и качественного соотношения между испускательными и поглощающими свойствами тел применительно к теплу и свету, первоначально опубликованные в [1858 и 1859 годах] | For his researches on the qualitative as well as quantitative relation between the emissive and absorptive powers of bodies for heat and light, published originally in [1858 & 1859] | [ 2 ]  |
| 1870 | Деклуазо, Альфред                             | Франция                   | За исследования в области минералогической оптики | For his researches in mineralogical optics | [ 2 ]  |
| 1872 | Ангстрем, Андерс Йонас                        | Швеция                    | За исследования в области спектрального анализа | For his researches on spectral analysis | [ 2 ]  |
| 1874 | Локьер, Норман                                | Великобритания            | За спектроскопические исследования Солнца и химических элементов | For his spectroscopic researches on the Sun and on the chemical elements | [ 2 ]  |
| 1875 | Дрейпер, Джон Уильям                          | США                       | За исследования лучистой энергии | For his Researches on Radiant Energy | [ 2 ]  |
| 1876 | Жансен, Пьер Жюль Сезар                       | Франция                   | За многочисленные и важные исследования в области излучения и поглощения света, проведённые преимущественно посредством спектроскопа | For his numerous & important researches in the radiation & absorption of light, carried on chiefly by means of the spectroscope | [ 2 ]  |
| 1878 | Корню, Мари-Альфред                           | Франция                   | За разнообразные оптические исследования, в особенности за недавнее переопределение скорости распространения света | For his various optical researches, and especially for his recent redetermination of the velocity of the propagation of light | [ 2 ]  |
| 1880 | Хаггинс, Уильям                               | Великобритания            | За важные исследования в области астрономической спектроскопии, в особенности за определение радиального компонента собственного движения звёзд | For his important researches in astronomical spectroscopy, and especially for his determination of the radial component of the proper motions of stars | [ 2 ]  |
| 1882 | Эбней, Уильям де Уайвлесли                    | Великобритания            | За фотографические исследования, а также открытие метода фотографирования менее преломляемой части спектра, в особенности инфракрасной области; кроме того, за исследования поглощающих свойств различных сложных тел в этой части спектра | For his photographic researches and his discovery of the method of photographing the less refrangible part of the spectrum, especially the infra-red region; also for his researches on the absorption of various compound bodies in this part of the spectrum | [ 2 ]  |
| 1884 | Тален, Тобиас Робертус                        | Швеция                    | За спектроскопические исследования | For his spectroscopic researches | [ 2 ]  |
| 1886 | Лэнгли, Сэмюэл Пирпонт                        | США                       | За исследования спектра посредством болометра | For his researches on the spectrum by means of the Bolometer | [ 2 ]  |
| 1888 | Таккини, Пьетро                               | Италия                    | За важные и длительные исследования, значительно углубившие наши знания в области физики Солнца | For important and long-continued investigations, which have largely advanced our knowledge of the physics of the Sun | [ 2 ]  |
| 1890 | Герц, Генрих Рудольф                          | Германская империя        | За работу в области электромагнитного излучения | For his work in electromagnetic radiation | [ 2 ]  |
| 1892 | Дюнер, Нильс Кристофер                        | Швеция                    | За спектроскопические исследования звёзд | For his spectroscopic researches on stars | [ 2 ]  |
| 1894 | Дьюар, Джеймс                                 | Великобритания            | За исследования свойств вещества при крайне низких температурах | For his researches on the properties of matter at extremely low temperatures | [ 2 ]  |
| 1896 | Ленард, Филипп Рентген, Вильгельм Конрад      | Германская империя        | За исследования явлений, возникающих вокруг высоковакуумной трубки при пропускании сквозь неё электрического разряда | For their investigations of the phenomena produced outside a highly exhausted tube through which an electrical discharge is taking place | [ 2 ]  |
| 1898 | Лодж, Оливер Джозеф                           | Великобритания            | За исследования в области излучения, а также связей между веществом и эфиром | For his researches in radiation and in the relations between matter and ether | [ 2 ]  |
| 1900 | Беккерель, Антуан Анри                        | Франция                   | За открытия в области излучения, испускаемого ураном | For his discoveries in radiation proceding [sic] from uranium | [ 2 ]  |
| 1902 | Парсонс, Чарлз Алджернон                      | Великобритания            | За успешное применение паровой турбины в промышленных целях, а также недавнее применение последней в мореплавании | For his success in the application of the steam turbine to industrial purposes, and for its recent extension to navigation | [ 2 ]  |
| 1904 | Резерфорд, Эрнест                             | Новая Зеландия            | За исследования радиоактивности, в особенности за открытие существования и свойств газообразных эманаций радиоактивных тел | For his researches on radio-activity, particularly for his discovery of the existence and properties of the gaseous emanations from radio-active bodies | [ 2 ]  |
| 1906 | Каллендар, Хью Лонгборн                       | Великобритания            | За экспериментальную работу в области тепла | For his experimental work on heat | [ 2 ]  |
| 1908 | Лоренц, Хендрик Антон                         | Нидерланды                | На основании исследований в области оптической и электрической наук | On the ground of his investigations in optical and electrical science | [ 2 ]  |
| 1910 | Рубенс, Генрих                                | Германская империя        | На основании исследований излучения, в особенности длинноволнового | On the ground of his researches on radiation, especially of long wave length | [ 2 ]  |
| 1912 | Камерлинг-Оннес, Хейке                        | Нидерланды                | На основании исследований в области низких температур | On the ground of his researches at low temperatures | [ 2 ]  |
| 1914 | Стретт, Джон Уильям (лорд Рэлей)              | Великобритания            | На основании исследований в области термодинамики и излучения | On the ground of his investigations in thermo-dynamics and on radiation | [ 2 ]  |
| 1916 | Брэгг, Уильям Генри                           | Великобритания            | На основании исследований рентгеновского излучения | On the ground of his researches in X-ray radiation | [ 2 ]  |
| 1918 | Фабри, Шарль Перо, Альфред                    | Франция                   | На основании вклада в оптику | On the ground of their contributions to optics | [ 2 ]  |
| 1920 | Стретт, Роберт (4-й барон Рэлей)              | Великобритания            | На основании исследований свойств газов в высоком вакууме | On the ground of his researches into the properties of gases at high vacua | [ 2 ]  |
| 1922 | Зееман, Питер                                 | Нидерланды                | За исследования в области оптики | For his researches in optics | [ 2 ]  |
| 1924 | Бойз, Чарлз Вернон                            | Великобритания            | За изобретение газового калориметра | For his invention of the gas calorimeter | [ 2 ]  |
| 1926 | Шустер, Артур                                 | Великобритания            | За заслуги перед физической наукой, в особенности в области оптики и земного магнетизма | For his services to physical science, especially in the subjects of optics and terrestrial magnetism | [ 2 ]  |
| 1928 | Пашен, Фридрих                                | Веймарская республика     | За вклад в знания о спектрах | For his contributions to the knowledge of spectra | [ 2 ]  |
| 1930 | Дебай, Петер Йозеф Вильгельм                  | Нидерланды                | За работу, связанную с измерением удельной теплоёмкости и рентгеновской спектроскопией | For his work relating to specific heats and X-ray spectroscopy | [ 2 ]  |
| 1932 | Габер, Фриц                                   | Веймарская республика     | За выдающуюся по важности работу в области физической химии, в особенности в применении термодинамики к химическим реакциям | For the outstanding importance of his work in physical chemistry, especially in the application of thermodynamics to chemical reactions | [ 2 ]  |
| 1934 | Де Хааз, Вандер Йоханнес                      | Нидерланды                | За исследования свойств тел при низких температурах, в особенности за недавнюю работу об охлаждении посредством адиабатического размагничивания | For his researches on the properties of bodies at low temperatures, and in particular, for his recent work on cooling by the use of adiabatic demagnetisation | [ 2 ]  |
| 1936 | Коукер, Эрнест Джон                           | Великобритания            | За исследования по использованию поляризованного света для прямого изучения напряжений в прозрачных моделях инженерных сооружений | For his researches on the use of polarized light for investigating directly the stresses in transparent models of engineering structures | [ 2 ]  |
| 1938 | Вуд, Роберт Вильямс                           | США                       | В знак признания выдающейся работы и открытий во многих областях физической оптики | In recognition of his distinguished work and discoveries in many branches of physical optics | [ 2 ]  |
| 1940 | Сигбан, Карл Манне Георг                      | Швеция                    | За новаторскую работу в области высокоточной рентгеновской спектроскопии и её [практических] применений | For his pioneer work in high precision X-ray spectroscopy and its applications | [ 2 ]  |
| 1942 | Добсон, Гордон Миллер Борн                    | Великобритания            | В знак признания выдающейся работы в области физики верхних слоёв атмосферы и применения результатов этих работ в метеорологии | In recognition of his outstanding work on the physics of the upper air and its application to meteorology | [ 2 ]  |
| 1944 | Рикардо, Гарри                                | Великобритания            | В знак признания важного вклада в исследование двигателя внутреннего сгорания, оказавшего значительное влияние на разработку различных типов [двигателей] | In recognition of his important contributions to research on the internal combustion engine, which have greatly influenced the development of the various types | [ 2 ]  |
| 1946 | Эгертон, Альфред                              | Великобритания            | В знак признания его ведущей роли в применении современной физической химии для решения множества насущных технологических задач | In recognition of his leading part in the application of modern physical chemistry to many technological problems of pressing importance | [ 2 ]  |
| 1948 | Саймон, Фрэнсис                               | ФРГ                       | За выдающийся вклад в получение низких температур и изучение свойств веществ вблизи абсолютного нуля | For his outstanding contributions to the attainment of low temperatures and to the study of the properties of substances at temperatures near the absolute zero | [ 20 ] |
| 1950 | Уиттл, Фрэнк                                  | Великобритания            | За новаторский вклад в изучение реактивного движения летательных аппаратов | For his pioneering contributions to the jet propulsion of aircraft | [ 21 ] |
| 1952 | Цернике, Фриц                                 | Нидерланды                | В знак признания выдающегося вклада в развитие фазово-контрастной микроскопии | In recognition of his outstanding work in the development of phase contrast microscopy | [ 22 ] |
| 1954 | Бёрч, Сесил Реджинальд                        | Великобритания            | За выдающийся вклад в технологию получения высоких вакуумов и разработку микроскопа-рефлектора | For his distinguished contributions to the technique for the production of high vacua and to the development of the reflecting microscope | [ 23 ] |
| 1956 | Боуден, Фрэнк Филип                           | Австралия                 | В знак признания выдающейся работы по изучению природы трения | In recognition of his distinguished work on the nature of friction | [ 24 ] |
| 1958 | Мёртон, Томас Ральф                           | Великобритания            | В знак признания выдающихся исследований в области спектроскопии и оптики | In recognition of his distinguished researches in spectroscopy and optics | [ 25 ] |
| 1960 | Гейдон, Альфред Гордон                        | Великобритания            | В знак признания выдающейся работы в области молекулярной спектроскопии, в особенности её использования в изучении явлений горения | In recognition of his distinguished work in the field of molecular spectroscopy and particularly its application to the study of flame phenomena | [ 2 ]  |
| 1962 | Ньюитт, Дадли Морис                           | Великобритания            | В знак признания выдающегося вклада в химическое машиностроение | In recognition of his distinguished contributions to chemical engineering | [ 26 ] |
| 1964 | Хюлст, Хендрик Кристофель ван де              | Нидерланды                | В знак признания выдающейся работы в области [изучения] процессов рассеяния в межпланетной среде, а также предсказания 21-сантиметровой спектральной линии межзвёздного нейтрального водорода | In recognition of his distinguished work on the scattering processes in the interplanetary medium and his prediction of the 21 cm spectral line from interstellar neutral hydrogen | [ 2 ]  |
| 1966 | Пенни, Уильям Джордж (лорд Пенни)             | Великобритания            | В знак признания выдающегося и первостепенного личного вклада в становление рентабельной ядерной энергетики в Великобритании | In recognition of his distingsuihed [sic] and paramount personal contribution to the establishment of economic nuclear energy in Great Britain | [ 27 ] |
| 1968 | Габор, Денеш                                  | Венгрия                   | В знак признания выдающегося вклада в оптику, в особенности в установление принципов голографии | In recognition of his distinguished contributions to optics, especially by establishing the principles of holography | [ 28 ] |
| 1970 | Хинтон, Кристофер (барон Хинтон Бэнксайдский) | Великобритания            | В знак признания выдающегося вклада в машиностроение, а также [успешного] руководства группами машиностроительного проектирования в химической и атомно-энергетической промышленности и в области выработки электричества | In recognition of his outstanding contributions to engineering and of his leadership of engineering design teams in the chemical and atomic energy industries and in electricity generation | [ 29 ] |
| 1972 | Мэйсон, Бэзил Джон                            | Великобритания            | В знак признания выдающегося вклада в метеорологию, в особенности в физику облаков | In recognition of his distinguished contributions to meteorology, particularly the physics of clouds | [ 30 ] |
| 1974 | Коттрелл, Алан                                | Великобритания            | В знак признания вклада в физическую металлургию, в особенности за углубление знаний о роли дислокации в разламывании металлов | In recognition of his contributions to physical metallurgy and particularly extending knowledge of the role of dislocation in the fracture of metals | [ 2 ]  |
| 1976 | Пригожин, Илья Романович                      | Бельгия                   | В знак признания выдающегося вклада в теорию неравновесной термодинамики | In recognition of his distinguished contributions to the theory of irreversible thermodynamics | [ 2 ]  |
| 1978 | Портер, Джордж                                | Великобритания            | В знак признания выдающихся исследований очень быстрых химических реакций посредством импульсного фотолиза | In recognition of his distinguished studies of very fast chemical reactions by flash photolysis | [ 31 ] |
| 1980 | Вайнен, Уильям Фрэнк                          | Великобритания            | В знак признания открытия кванта циркуляции сверхтекучего гелия и разработки новой техники точных измерений в жидком гелии | In recognition of his discovery of the quantum of circulation in superfluid helium and his development of new techniques for precise measurements within liquid helium | [ 2 ]  |
| 1982 | Уинн, Чарльз Горри                            | Великобритания            | В знак признания уникального вклада в разработку оптических инструментов — от больших телескопов до оптики пузырьковой камеры | In recognition of his unique contribution to the design of optical instruments ranging from large telescopes to bubble-chamber optics | [ 2 ]  |
| 1984 | Хопкинс, Гарольд                              | Великобритания            | В знак признания значительного вклада в теорию и разработку оптических инструментов, в особенности огромного количества важных новых медицинских инструментов, способствовавших значительному прогрессу клинической диагностики и хирургии | In recognition of his many contributions to the theory and design of optical instruments, especially of a wide variety of important new medical instruments which have made a major contribution to clinical diagnosis and surgery | [ 2 ]  |
| 1986 | Рук, Деннис                                   | Великобритания            | В знак признания вклада в научное развитие газовой промышленности | In recognition of his contributions to scientific developments in the gas industry | [ 32 ] |
| 1988 | Вайнберг, Феликс                              | Великобритания            | В знак признания новаторской работы в области оптической диагностики и электрических аспектов горения, а также фундаментальных исследований проблем пламени, связанных с реактивными двигателями и промышленными печами | In recognition of his pioneering work on optical diagnostics and electrical aspects of combustion and his fundamental studies of flame problems associated with jet engines and furnaces | [ 33 ] |
| 1990 | Спир, Уолтер Эрик                             | Великобритания            | За открытие и внедрение техники осаждения и характеризации тонких плёнок выскокачественного аморфного кремния, а также демонстрацию возможности их легирования для создания полезных электронных устройств — высокорентабельных фотоэлементов и массивов тонкоплёночных транзисторов, используемых в коммерческих плоских жидкокристаллических цветных телевизионных экранах | For discovering and applying techniques for depositing and characterising thin films of high quality amorphous silicon and for demonstrating that these can be doped to give useful electronic devices, such as cost-effective solar cells and large arrays of thin film transistors, now used in commercial, flat-panel, LCD colour TV screens | [ 34 ] |
| 1992 | Темперли, Харолд Невилл Вэзайл                | Великобритания            | В знак признания обширного и изобретательного вклада в прикладную математику и статистическую физику, особенно в изучение физических свойств жидкостей и разработку алгебры Темперли — Либа | In recognition of his wide-ranging and imaginative contributions to applied mathematics and statistical physics, especially in the physical properties of liquids and the development of the Temperley-Lieb algebra | [ 2 ]  |
| 1994 | Келлер, Эндрю                                 | Великобритания            | В знак признания вклада в науку о полимерах, в особенности за выяснение природы кристаллизации полимеров — фундаментального ингредиента многих материалов; за [новые] методы создания прочных синтетических волокон и понимание [природы] полимерных растворов, лежащих в основе этой технологии | In recognition of his contributions to polymer science, in particular his elucidation of the basis of polymeric crystallization, a fundamental ingredient in many materials, to methods of making strong fibres and to the understanding of polymer solutions which underlie this technology | [ 35 ] |
| 1996 | Тёрнер, Гренвилл                              | Великобритания            | В знак признания работы над методом аргон-аргонной датировки и доведение этой технологии до высокоточного уровня, сделавшего возможным её широкое использование при датировке внеземных и земных пород | In recognition of his work on the 40Ar/39Ar method of dating developing this technique to a sophisticated level and one which is widely used for dating extraterrestrial and terrestrial rocks | [ 36 ] |
| 1998 | Френд, Ричард                                 | Великобритания            | В знак признания передовых исследований в области развития электроники на полимерной основе и оптоэлектроники, обусловивших чрезвычайно быстрый рост работ, направленных на создание пластиковых электронных дисплеев, обладающих преимуществами минимальной себестоимости, гибкости и возможности выбора между изогнутой и плоской поверхностью | In recognition of his leading research in the development of polymer-based electronics and optoelectronics leading to a very rapid growth of development activities aimed at plastic electronic displays, with advantages of very low cost, flexibility, and the option of curved or flat surfaces | [ 37 ] |
| 2000 | Сиббетт, Уилсон                               | Великобритания            | В знак признания исследований в области науки и технологии сверхкороткоимпульсного лазера. В работе, посвящённой электронно-оптическим камерам, он впервые продемонстрировал технику субпикосекундной хроноскопии, при которой камеры, путём синхронного повторения, могут функционировать в качестве осциллографов. Им проведена новаторская работа, посвящённая синхронизации мод посредством сдвоенного резонатора; открытая автором техника автосинхронизации мод сделала возможным коммерческое использование субпикосекундных импульсов широкого диапазона настройки. Кроме того, он применил лазерные полупроводниковые устройства с диодной накачкой для изменения частоты в нелинейной оптике, продемонстрировав первый в мире твердотельный оптический параметрический осциллятор | In recognition of his research on ultra-short pulse laser science and technology. In his work on streak cameras, he first demonstrated the technique of sub-picosecond chronoscopy whereby the cameras, by synchronous repetition, can function as oscilloscopes. He conducted pioneering work on coupled cavity modelocking, and his discovery of the technique of sels-modelocking led to the commercialisation of sub-picosecond pulses over a wide tuning range. He also exploited diode-pumped solid-state lasers in nonlinear optics for frequency conversion by demonstrating the world’s first all-solid-state optical parametric oscillator | [ 38 ] |
| 2002 | Кинг, Дэвид                                   | Великобритания            | За выдающийся вклад в фундаментальное понимание структуры и динамики химических процессов на твёрдых поверхностях | For his outstanding contributions to our fundamental understanding of the structure and dynamics of reaction processes on solid surfaces | [ 39 ] |
| 2004 | Диксон, Ричард                                | Великобритания            | В знак признания значительного вклада в молекулярную спектроскопию и динамику молекулярной фотодиссоциации | In recognition of his many contributions to molecular spectroscopy and to the dynamics of molecular photodissociation | [ 40 ] |
| 2006 | Хансен, Жан-Пьер                              | Люксембург                | За новаторскую работу о расплавах солей и плотных плазмах, сделавшую возможным количественное понимание структуры и динамики сильно коррелированных ионных жидкостей | For his pioneering work on molten salts and dense plasmas that has led the way to a quantative understanding of the structure and dynamics of strongly correlated ionic liquids | [ 41 ] |
| 2008 | Хайндс, Эдвард                                | Великобритания            | За всестороннюю и в высшей степени новаторскую работу с ультрахолодным веществом | For his extensive and highly innovative work in ultra-cold matter | [ 42 ] |
| 2010 | Лонзарик, Гилберт                             | Великобритания            | За выдающуюся работу по изучению новейших типов квантового вещества с использованием новаторских инструментов и технических приёмов | For his outstanding work into novel types of quantum matter using innovative instrumentation and techniques | [ 2 ]  |
| 2012 | Тейлор, Рой                                   | Великобритания            | За выдающийся вклад в исследования в области перестраиваемых сверхкороткоимпульсных лазеров и нелинейной волоконной оптики (в том числе волоконных рамановских, солитонных и супернепрерывных лазерных генераторов), проложивший путь от фундаментальных открытий к практической технологии | For his outstanding contributions to tunable ultrafast lasers and nonlinear fibre optics, including fibre Raman, soliton and supercontinuum laser sources, which translated fundamental discoveries to practical technology | [ 2 ]  |
| 2014 | Бомберг, Джереми                              | Великобритания            | За выдающуюся изобретательность в нанофотонике, проявленную при исследовании множества оригинальных наноструктур как искусственного, так и естественного происхождения с целью поддержки новейших плазмонных явлений, относящихся к рамановской спектроскопии, производительности фотоэлементов и применению метаматериалов | For his outstanding creativity in nanophotonics, investigating many ingenious nanostructures, both artificial and natural to support novel plasmonic phenomena relevant to Raman spectroscopy, solar cell performance and meta-materials applications | [ 2 ]  |
| 2016 | Гесс, Ортвин                                  | Германия · Великобритания | За пионерскую работу в области активной наноплазмоники и оптических метаматериалов с квантовым усилением | For his pioneering work in active nano-plasmonics and optical metamaterials with quantum gain | [ 2 ]  |
| 2018 | Уолмсли, Иэн                                  | Великобритания            | За пионерскую работу в области квантового контроля света и материи в течение сверхкоротких временных интервалов, в особенности за изобретение и внедрение новой техники описания квантовых и классических световых полей | For pioneering work in the quantum control of light and matter on ultrashort timescales, especially the invention and application of new techniques for characterization of quantum and classical light fields | [ 2 ]  |
| 2019 | Пэджетт, Майлз                                | Великобритания            | За передовые исследования в области оптического момента импульса, в том числе угловой формы парадокса Эйнштейна — Подольского — Розена | For world leading research on optical orbital momentum including an angular form of the Einstein–Padolsky–Rosen [sic] paradox | [ 2 ]  |
| 2020 | Гилл, Патрик                                  | Великобритания            | За разработку оптических атомных часов исключительной точности, ультрастабильных лазеров и стандартов частоты для фундаментальной физики, обработки квантовой информации, изучения космоса, спутниковой навигации и наблюдения [за поверхностью] Земли | For his development of optical atomic clocks of exquisite precision, of ultra-stable lasers and of frequency standards for fundamental physics, quantum information processing, space science, satellite navigation and Earth observation | [ 2 ]  |
| 2021 | Френк, Карлос                                 | Мексика · Великобритания  | За выявление с помощью сложного компьютерного моделирования, как небольшие флуктуации в ранней Вселенной превращаются в сегодняшние галактики | For revealing via elaborate computer simulations, how small fluctuations in the early universe develop into today’s galaxies | [ 2 ]  |
| 2022 | Пьерхамберт, Рэймонд                          | США                       | За разносторонний вклад в физику атмосферы, использующий фундаментальные принципы физики для объяснения явлений во всём спектре планетных атмосфер | For his wide-ranging contributions to atmospheric physics, employing fundamental principles of physics to elucidate phenomena across the spectrum of planetary atmospheres | [ 2 ]  |
| 2023 | Байвель, Полина Леопольдовна                  | Великобритания            | За новаторский вклад в фундаментальную физику и нелинейную оптику, позволивший реализовать высокопроизводительные, широкополосные, многоволновые оптические системы связи, которые легли в основу революции информационных технологий | For pioneering contributions to the fundamental physics and nonlinear optics, enabling the realisation of high capacity, broad bandwidth, multi-wavelength, optical communication systems that have underpinned the information technology revolution | [ 2 ]  |
| 2024 | Белл, Тони                                    | Великобритания            | За основополагающий вклад в разработку теории ускорения и происхождения космических лучей | For his seminal contributions to theoretical developments of cosmic ray acceleration and origins | [ 2 ]  |

## Комментарии

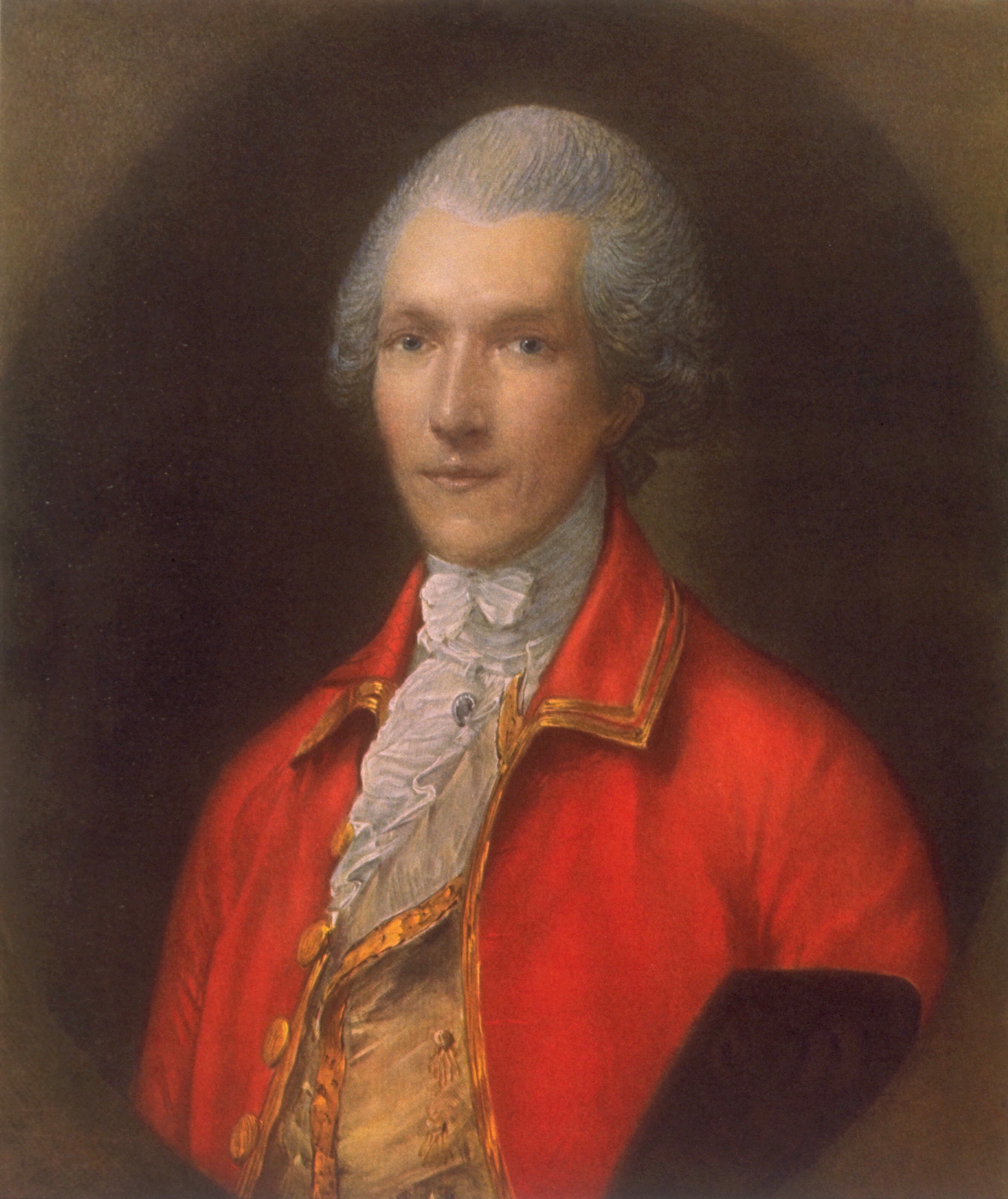
Бенджамин Томпсон (с 1791 — граф Румфорд; 1753—1814). Портрет работы Томаса Гейнсборо. 1783

1. ↑  До 2019 года присуждалась ежедвухлетне по чётным годам (с единственным исключением в 1875 году).
2. ↑  До 2016 года присуждалась «за выдающееся по важности недавнее открытие в области тепловых или оптических свойств вещества и их применения, сделанное учёным, работающим в Европе, в ознаменование стремления Румфорда видеть признанные открытия, служащие ко благу человечества»[1].
3. ↑  На момент присуждения награды жил и работал в Бадене.
4. 1 2  На момент присуждения награды жил и работал в Великобритании.